# 蘭灰蝶
蘭灰蝶（Hypolycaena kina）也稱雙尾琉璃小灰蝶、雙尾瑠琍小灰蝶、雙尾青灰蝶、雙尾瑠璃小灰蝶，是蘭灰蝶屬中的一種蝴蝶。

## 分布
本種分布於印度北部、喜馬拉雅、中南半島、華西地區。臺灣亦有分布，主要棲息於本島中低海拔常綠闊葉林中。

## 描述
本種展翅寬約22–32mm，雌雄蝶翅形略異，雄蝶翅形較尖，雌蝶較圓。前翅略呈三角形、外緣弧形，後翅近扇形，臀區具兩條尾突（內側較長）。
雄蝶翅背面黑褐色，前翅中央至下緣及後翅中央至外緣有淺藍斑，外圍帶些許淺紫紋。翅腹面白色，前翅具灰色波紋、褐色短條與灰邊紋；後翅有類似紋樣，前緣具兩黑斑，尾突旁有橙邊黑斑。雌蝶背面斑紋與雄蝶不同，前翅中央僅小片白斑，後翅近外緣處有少許白斑，腹面斑紋與雄蝶近似但色彩較明顯。
雌蝶產卵於花苞或莖葉上，卵白色、半球形、有網狀紋。幼蟲體色淺黃至綠，背具紅褐線，可鑽入花苞或啃食嫩葉。成熟後於葉片或氣根附近化蛹，蛹綠色帶紅褐斑。
外觀與熱帶蘭灰蝶（H. othona）相似，差異在於本種翅背色較淡、腹面偏白，而H. othona翅背斑較深、腹面偏淡褐色。

## 生態習性
本種幼蟲以蘭科蝴蝶蘭屬、風鈴蘭屬、鳳蝶蘭屬、石斛蘭屬植物為食，一年多世代，成蟲全年活動，冬季少見。

## 資料來源
1. ↑  徐堉峰. . 台中市: 晨星出版社. 2013. ISBN 978-986-177-670-5.
2. ↑  . 國立自然科學博物館典藏資源知識庫. 國立自然科學博物館.   [2025-05-16].

## 外部連結
- 维基共享资源上的相關多媒體資源：蘭灰蝶